# Central India Tectonic Zone

Übersichtskarte des indischen Subkontinents

Die Central India Tectonic Zone (CITZ) stellt eine herausragende geologische Einheit im zentralen Bereich des indischen Subkontinents dar. Entstanden ist sie infolge von Ozeanbeckenschließungen mit Subduktionen sowie der anschließenden Kollision der nord- und südindischen Kratone, woraus ein komplexes tektonisches System aus orogenen Gürteln (Orogenic belts) entstand. Diese Kratone bestanden aus dem North Indian Block und dem South Indian Block. Der Zusammenschluss dieser Kratone in der CITZ war ein wesentlicher Prozess zur Formierung des indischen Subkontinents. Die Geosutur der kollidierten Kratone wird als Central Indian Shear Zone bezeichnet. Das Satpuragebirge (Satpura Range) ist der geomorphologisch sichtbare Ausdruck der CITZ.
Die CITZ ist ca. 400 Kilometer breit und verläuft mit einer Länge von ca. 1200 km in nahezu ostwestlicher Richtung, beginnend am Arabischen Meer im Westen bis zum Chhotanagpur Granite-Gneiss-Komplex im Osten. Heute ist sie im Westen weitgehend von den magmatischen Schichten des Dekkan-Trapps überdeckt. In mittleren Bereichen liegt sie unter Sedimenten der Gondwana-Supergroup und quartären Ablagerungen verborgen.
Die geologische Entwicklung erstreckt sich zeitlich vom Neoarchaikum um 2600 mya bis zum frühen Neoproterozoikum bis 800 mya. Diese Zeitspanne kann der Formierung und Existenz der Superkontinente Columbia zwischen 2100 und 1800 mya sowie Rodinia zwischen 1100 und 900 mya zugeordnet werden.
Anmerkung: Die hier verwendeten Begriffe für die geologischen Objekte beziehen sich, sofern nichts anderes vermerkt, ausschließlich auf die jeweils behandelten Merkmale und Zeiträume.

## Erdgeschichtlicher Rahmen

Hypothetische Paläogeographie Columbias mit dem Kontinent Ur

Paläogeographische Konfiguration des paläoproterozoischen South Indian-Westaustralia-Blocks (SIWA) mit der Central India Tectonic Zone bzw. dem Satpuragebirges SMB, grüngestrichelt markiert

Die paläomagnetischen und räumlich-zeitlichen Merkmale deuten darauf hin, dass der South Indian Block, bestehend aus dem Dharwar-Kraton, Bastar-Kraton und Singhbhum-Kraton sowie dem westaustralischen Yilgarn-Kraton und dem ostantarktischen Napier-Komplex einen zusammenhängenden Megakraton, genannt South Indian-Westaustralia (SIWA), bildeten. Diese paläogeografische Situation entspricht etwa dem hypothetischen  Kontinent Ur. Als dieser Megakraton ab 2400 mya zerbrach wurde möglicherweise der Yilgarn-Kraton zuerst vom SIWA getrennt, gefolgt vom Napier-Komplex. Nach der Trennung bewegten sich der Yilgarn-Kraton und der South Indian Block nach Norden. Der Yilgarn-Kraton kollidierte mit dem westaustralischen Pilbara-Kraton, wodurch das Capricorn orogen entstand. Westaustralien befand sich dabei am östlichen Rand der indischen Kontinentalmasse, entsprechend der heutigen Position der Ostghats (siehe auch → Ostgondwana).
Mit dem Zerfall des SIWA-Megakratons setzte eine Phase von Subduktionen mit Schließung der dazwischen liegenden Ozeanbecken und Kollisionen der separierten kratonischen Fragmente sowie von Ausbildung von kontinentalen Becken ein. Zwischen 2250 und 2100 mya kollidierte der North Indian Block mit dem South Indian Block. Ersterer bestand aus Bundelkhand-Kraton, während letzterer ein Fragment des SIWA-Megakratons mit den nun indischen Dharwar-Kraton, Singhbhum-Kraton und Bastar-Kraton umfasste. Zusammengefasst werden diese auch Deccan-Protokontinent bezeichnet. Durch diese Kollision entstand die Central India Tectonic Zone mit dem Satpuragebirge. Die Gebirgszüge des Capricorn Orogens und des Satpuragebirges weisen eine ähnliche tektonische Geschichte auf, die in die Formierungszeit des Superkontinents Columbia fällt. Das Satpuragebirge wurde während der Grenville-Orogenese um 950 mya tektonisch und geomorphologisch geprägt. Diese Prozesse fallen in die Bildungsphase von Rodinia.
Die Bildung der ursprünglichen Kontinentalkonfiguration, deren Zerfall und die Neuformierung entspricht dem Wilson-Zyklus.

## Tektonisch-geomorphologische Merkmale
Die Central India Tectonic Zone verläuft in ONO-WSW-Richtung mit einer Länge von ca. 1200 km und einer Breite von ca. 400 km. Sie durchzieht den gesamten indischen Subkontinent und beginnt nahe der Stadt Bharuch am Arabischen Meer und setzt sich in östlicher Richtung zum Chota Nagpur Plateau bzw. dem Chotanagpur Granite Gneiss Complex bis zum Shillong Plateau fort.
Seismische Reflexionsdaten von der Ostseite der Central India Tectonic Zone deuten auf eine nordwestliche Subduktion des Bastor-Kratons hin. Reflexionsdaten aus dem zentralen Teil der CITZ zeigen eine nördliche Neigung im südlichen Teil, was auf eine nordwärts gerichtete Subduktion des Dharwar-Kratons schließen lässt. Im nördlichen Teil der Naht wird jedoch ein entgegengesetzter Trend beobachtet, der auf eine südliche Neigung des Bundelkhand-Kratons hindeutet. Daraus wurde auf eine doppelseitige Subduktion geschlossen.
Die Central Indian Shear Zone stellt die Geosutur dar. Die tektonischen Prozesse in der Central India Tectonic Zone sind gleichbedeutend mit der Bildung von verschiedenen Orogenen (Orogenic belts) und insbesondere des Satpuragebirges.

Karte der indischen Flüsse und Seen mit der Narmada und der Son

Mehrere Grabenbrüche, Lineamente, Scherzonen und Verwerfungen durchziehen die Central India Tectonic Zone. Im nördlichen Bereich erstreckt sich das Narmada-Son Lineament, das nördlich von der Narmada North Fault und südlich von der Narmada South Fault begrenzt wird. In diesem Lineament verläuft im Narmada-Graben vom heutigen Narmada-Fluss und Son-Fluss. In diesem Lineament entwickelte sich u. a. der Mahakoshal Belt, der eine markante kuppelförmige Aufwölbung bildet. Südlich der Narmada South Fault verläuft die Gavilgarh-Tan Shear Zone, die sich nördlich des Sausar Belts erstreckt. Dieser wird südlich durch die Central Indian Shear Zone begrenzt, an die südlich der Sakoli Belt anschließt.
Entlang von Hauptverwerfungen intrudierten Plutone, Dykes und Lagergänge und geschichtete Intrusionen (Layered intrusion), die mutmaßlich aus basaltischen Magmen von Underplating-Schichten stammten. Underplating ist ein Vorgang, bei dem Ansammlungen von Krustenmaterial an der Unterseite von Kontinentalplatten durch tektonische oder magmatische Prozesse stattfindet. Diese Prozesse werden mit der Bildung der kreidezeitlichen Flutbasalte des Dekkan-Trapps in Verbindung gebracht. Während dieser Flutbasaltaktivitäten stiegen Magmen auf, die einen Großteil der westlichen CITZ bedeckten. Mittlere und südliche Bereiche der Central India Tectonic Zone liegen unter mächtigen Sedimentenablagerungen der Gondwana Supergroup verborgen. Diese entwickelten sich über etwa 200 Millionen Jahren vom oberen Karbon bis zur unteren Kreide in Sedimentbecken entlang heutiger großer Flusstäler, wie z. B. die von Damodar, Narmada, Son, Mahanadi und Godavari.

## Regionale Geologie

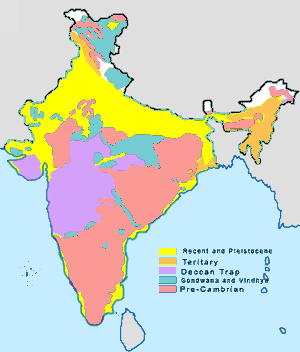
Vereinfachte Geologische Karte des indischen Subkontinents

### Orogene Gürtel
Die Central India Tectonic Zone ist aufgeschlossen und geologisch untersuchbar zwischen dem mittleren und östlichen Bereich. Der westliche Abschnitt liegt unter den basaltischen Schichten des Dekkan-Trapps verborgen. Der geomorphologisch erkennbare Bereich enthält mehrere deformierte und metamorph überprägte subparallel verlaufende orogene Gürtel. Es sind vor allem der Mahakoshal Belt, der Sausar Belt und der Sakoli Belt. Deren Entwicklung wird zeitlich der Superkontinente Columbia und Rodinia zugeordnet.
- Mahakoshal Belt

Der Mahakoshal Belt erstreckt sich zwischen der Stadt Jabalpur im Bundesstaat Madhya Pradesh und dem Distrikt Palamu im Bundesstaat Jharkhand. Er bildet einen ca. 600 km langen und bis zu ca. 40 km breiten geologischen Horst an der nördlichen Flanke des heutigen Satpuragebirges im Narmada-Tal. Nördlich wird er vom Vindhyagebirge, nordöstlich von einem schmalen gneissischen Streifen umschlossen. Der südöstliche Rand besteht aus kristallinen und sedimentären Gesteinen, der an den Chotanagpur Granite Gneiss Complex anschließt. Südlich begrenzen die mächtigen Sedimentablagerungen der Gondwana Supergroup den Belt.
Entstanden ist er in einem Grabenbruchsystem am südlichen Rand des mehr als 3500 Jahrmillionen alten Bundelkhand-Kratons. Dieses bildete sich vermutlich zwischen 2600 und 2500 mya infolge von Dehnungen der Lithosphäre. In der weiteren tektonischen Entwicklung traten regional Kompressionen infolge der Kollision der beiden o. g. Kratone zwischen 2250 und 2100 mya auf, gefolgt von einer erneuten Extensionsphase und der Platzierung unterschiedlicher Intrusionen.
In dem Grabenbruchsystem entwickelte sich eine vulkanisch-sedimentäre suprakrustale metamorph überprägte Ablagerungssequenz unterschiedlicher Zusammensetzung. Sie wird in drei Formationen gegliedert. Zeitlich entwickelten sie sich von 2600 bis 2030 mya. Die unterste Formation ist geprägt durch magmatische Gesteine, die aus dem Erdmantel stammten. Sie traten u. a. als Laven oder Kissenlaven zu Tage. Letztere deuten auf ein überwiegend submarines Ablagerungsmilieu hin. Die mittlere Formation enthält u. a. magnetitische Gesteine, umgewandelte Calciumcarbonate und unterschiedliche vulkanische Pyroklasten. Die jüngste Formation besteht überwiegend aus metamorph umgewandelten Sedimentgesteine und Grauwacken. Letztere wurden großenteils unter turbiditischen Verhältnissen in submarinen Zonen abgelagert. Konglomerate lagerten sich in einem Flussdelta ab. In diese Formationen drangen zwischen 1860 und 1610 mya verschiedentlich magmatische Intrusionen ein.
Die ersten Deformationen und Metamorphosen erfolgten zwischen 2250 und 2050 mya während der Kollision der beiden o. g. indischen kratonischen Blöcke. Weitere Deformationen und Metamorphosen ereigneten sich in Phasen während der Platzierung der Intrusionen von 1860 bis 1610 mya. Metamorphose Überprägungen entstanden überwiegend unter mittleren Druck- und Temperaturkonditionen und können der Grünschiefer-Fazies zugeordnet werden.
Der geologische Aufbau und die vorherrschenden metamorphosen Fazies kennzeichnen den Mahakoshal Belt als Grünsteingürtel.
- Sausar Belt

Der Sausar Belt erstreckt sich leicht bogenförmig mit einer Länge von ca. 300 km einer Breite von etwa 70 km vom Chhindwara Distrikt im Westen bis zum Balaghat Distrikt im Osten. Geologisch befindet er sich am südlich-zentralen Rand der Central India Tectonic Zone zwischen der Gavilgar-Tan Shear Zone und der Central Indian Suture Zone.
Der Gürtel basiert auf einem gneissischen Grundgebirge. Dieser Gneiskomplex besteht aus Gesteinen, die sich einerseits aus sedimentären Krustenquellen mit einem paläoarchaischen Alter von 3630 bis 3051 mya entwickelten. Die daraus entstanden Gesteine datieren zwischen 1603 und 1584 mya. Andererseits entwickelten sich aus frühpaläoproterozoischen juvenilen (neu gebildete) Protolithen (Ausgangsgesteinen) mit Alter von vor 2494 bis 2106 Jahrmillionen unterschiedliche magmatische Gesteine mit Alter zwischen 1577 und 1454 mya. Das Genesemuster deutet auf eine akkretionäre Orogenentwicklung möglicherweise in einem Backarc-Becken eines Subduktionsregimes hin. Auf dem Grundgebirge entwickelte sich zwischen 2200 und 1800 mya eine suprakrustale Sequenz aus Sedimentgesteinen mit Magmatiten und Vulkaniten. Bemerkenswert sind die Mangan-Lagerstätten, die die größten Mangan-Vorkommen Indiens bilden. Im basalen Bereich der Sequenz befinden sich Anzeichen glazioger Einflüsse, die sich zwischen 2400 und 2000 mya ereignet hatten. An den Rändern des Belts entstanden Zonen mit hochgradiger metamorpher Gesteinsüberprägung. Deformationen und Metamorphosen ereigneten sich in mehreren Phasen zwischen 2100 und 1900 mya. Weitere folgten von 1800 bis 800 mya.
- Sakoli Belt

Der Sakoli Belt erstreckt sich im östlichen Bereich des indischen Bundesstaats Maharashtra etwa zwischen den Städten Nagpur im Westen, Gondia im Osten und Gadchiroli im Süden. Er hat eine annähernd dreieckige Form mit einer Länge von ca. 110 km und einer Breite von ca. 100 km. Geologisch liegt er sich zwischen der Central Indian Suture Zone und dem nördlichen Rand des Bastar-Kratons.
Das Grundgebirge besteht vorwiegend aus unterschiedlichen magmatischen Gesteinen, die sich aus 3396 und 2549 Jahrmillionen alten Magmen eines Mantelreservoirs entwickelten. Zirkone in auskristallisierten Gesteinen haben ein Altersspektrum von 2432 bis 2378 mya. Zudem kommen verschiedenartige sedimentbasierte Gesteine vor.
Auf dem Grundgebirge entwickelte sich eine suprakrustale Sedimentsequenz, bestehend im Wesentlichen aus einer etwa 6000 m mächtigen Abfolge aus unterschiedlichen Sedimentgesteinen, Basalten und Vulkaniten. Die Schmelzen der Basalte datieren zwischen 2275 und 2000 mya, die der Vulkanite zwischen 2777 und 2426 mya. Die sich daraus gebildeten Magmatite traten zwischen 1675 und 761 mya zu Tage. In zentralen und südwestlichen Bereichen bildeten sich verschiedene Erzlagerstätten, insbesondere mit bedeutenden Gold-, Kupfer- und Wolfram-Vorkommen. Die Sakoli Group entwickelte sich möglicherweise an einem kontinentalen Schelfrand oder in einem kontinentalen Grabenbruch.
Sowohl das Grundgebirge als auch die suprakrustale Sequenz wurden nieder bis mittelgradig metamorph überprägt. Entlang der Ränder traten hochgradige Deformationen auf. Das Grundgebirge wurde zwischen 2000 und 1500 mya tektono-thermisch überarbeitet, die Hauptphase ereignete sich von 1300 bis 1200 mya.

### Central Indian Suture Zone
Die Central Indian Suture Zone (CIS) ist eine bedeutende duktile Scherzone, die mit einer Länge von ca. 500 km und einer Breite bis zu 4 km im südlichen Bereich der Central India Tectonic Zone nachvollziehbar ist. Sie bildet die Subduktions- und Kollisionsnaht (Geosutur) zwischen dem South Indian Block und dem North Indian Block. Im Bereich zwischen den Städten Nagpur bis Korba wurden der Verlauf, die Untergrundstruktur und die tektonischen Verhältnisse mittels der Reflexionsseismik untersucht.
Das Processing (Aufbereitung) von tiefen seismischen Reflexionsdaten zeigen deutlich unterschiedliche Reflexionseigenschaften nordwestlich und südöstlich der CIS. Die Reflexionen nordwestlich des CIS fallen überwiegend nach Süden ab, während die Reflexionshorizonte südöstlich des CIS nach Norden abfallen. Daraus wurde geschlossen, dass diese beiden benachbarten, gegeneinander geneigten seismischen Bereiche eine Geosutur zwischen zwei Krustenblöcken darstellen. Die CIS selbst wird nicht als scharfe Grenze abgebildet, was wahrscheinlich auf den gestörten Charakter der Erdkruste in einer 20 bis 30 km breiten Zone zurückzuführen ist. Die Reflexion der Moho-Grenzfläche variiert in der Tiefe von 41 bis 46 km, wobei die größte Amplitude im Nordwesten auftritt. Die Interpretation dieser Daten wird daher als Hinweis auf eine mittelproterozoische Kollision zwischen zwei Mikrokontinenten angesehen, wobei der North Indian Block mit dem Satpuragebirge über den Bastar-Kraton als Teil des South Indian Block obduziert wurde.